# Love Shack
«Love Shack» — песня американской группы B-52’s с их альбома 1989 года Cosmic Thing. Вскоре после выхода альбома был издан отдельным синглом. (Это был второй сингл с этого альбома, после «Channel Z»).
Песня «Love Shack» стала самым большим хитом в истории группы и их первым синглом, продавшимся в миллионе экземпляров Это также была для группы первая песня в первой сороковке журнала «Билборд» (она достигла 3 места в чарте Billboard Hot 100). В Великобритании сингл с ней добрался до 2-й позиции (в чарте UK Singles Chart). Песня также провела 8 недель на 1 месте в Австралии (в ARIA Charts) и 4 недели на 1 месте в Новой Зеландии.
Для группы B-52’s эта песня ознаменовала возвращение на большую сцену после снижения популярности в середине 1980-х годов и смерти гитариста Рики Уилсона в 1985 году.

## Премии и признание
В 2004 году журнал Rolling Stone поместил песню «Love Shack» в исполнении группы B-52’s на 243 место своего списка «500 величайших песен всех времён». В списке 2011 года песня находится на 246 месте.